# Siemukowiczy
Siemukowiczy (biał. Семуковічы, ros. Семуковичи) – przystanek kolejowy w pobliżu miejscowości Siemukaczy, w rejonie mohylewskim, w obwodzie mohylewskim, na Białorusi. Położony jest na linii Osipowicze – Mohylew.